# هيبر ر. بيشوب
هيبر ر. بيشوب (بالإنجليزية: Heber R. Bishop)‏ هو رائد أعمال أمريكي، ولد في 2 مارس 1840 في ميدفورد في الولايات المتحدة، وتوفي في 10 ديسمبر 1902 في نيويورك في الولايات المتحدة.